# Sielnica (Polska)
Sielnica – wieś w Polsce, położona w województwie podkarpackim, w powiecie przemyskim, w gminie Dubiecko.

## Części wsi
| SIMC    | Nazwa         | Rodzaj     |
| ------- | ------------- | ---------- |
| 0600993 | Bylacin       | część wsi  |
| 1043017 | Dział         | przysiółek |
| 0601001 | Łączki        | część wsi  |
| 0601018 | Poręba        | część wsi  |
| 0601024 | Przedsielnica | przysiółek |
| 0601030 | Radonówki     | przysiółek |
| 0601047 | Tarki         | przysiółek |

## Historia
Pierwsza wzmianka o m. Synnicza pochodzi z 8 listopada 1377 r.
Wykopaliska prowadzone w 1984 r. świadczą o istnieniu tu osady obronnej z wczesnej epoki kamiennej. Najstarszymi obiektami tu znalezionymi są wiórowiec krzemienny pochodzący z kultury wschodniograweckiej, toporek kamienny z epoki neolitu, krzemienny grocik sercowaty, zgrzebło krzemienne. Dowiedziono istnienie tu osady prehistorycznej i grodziska średniowiecznego.
Na przełomie XVII i XVIII wieku wieś, należąca do dóbr dynowskich, które Teofila Czartoryska wniosła w posagu Grzegorzowi Antoniemu Ogińskiemu, hetmanowi wielkiemu litewskiemu, była dzierżawiona przez Malczewskich herbu Tarnawa, m.in. Jana Franciszka Malczewskiego, ojca Antoniego i prapradziadka poety Antoniego (autora poematu „Maria”) i generała Konstantego.
W połowie XIX wieku właścicielem posiadłości tabularnej Sielnica był Apolinary Dydyński.
W latach 1975–1998 miejscowość administracyjnie należała do województwa przemyskiego.